# Міжнародні відносини Нідерландів
Під час і після їхнього Золотого Століття, нідерландці створили комерційну та колоніальну імперію, яка розвалилася після Другої світової війни; історичні зв'язки, успадковані від колоніального минулого досі впливають на міжнародні відносини Нідерландів. У той час як історично Нідерланди були нейтральною державою, починаючи з другої світової війни вони стали членом великої кількості міжнародних організацій.
Нідерландська економіка дуже відкрита і залежить від міжнародної торгівлі. Одним з найбільш спірних міжнародних питань, пов'язаних з ліберальною політикою Нідерландів щодо легких наркотиків і положення Нідерландів як одного з основних експортерів важких наркотиків.

## Політика
Зовнішня політика Нідерландів базується на чотирьох основних зобов'язаннях: атлантичне співробітництво, європейська інтеграція, міжнародний розвиток і міжнародне право.
Нідерландський уряд провів огляд основних питань зовнішньої політики, організації та фінансування в 1995 році. Документ «Зовнішня політика Нідерландів: огляд» виклав новий напрямок зовнішньої політики Нідерландів. Пріоритети Нідерландів у підвищенні європейської інтеграції, підтриманні відносин із сусідніми державами, забезпеченні європейської безпеки і стабільності (в основному через механізм НАТО), участь у врегулюванні конфліктів, участь у миротворчих місіях. Нідерланди підкреслюють роль, яку Сполучені Штати відіграють у безпеці Європи. Огляд іноземної політики також спричинив реорганізацію Міністерства закордонних справ. Завдяки створенню регіональних відділень, це Міністерство тепер координує завдання, які раніше були поділені між органами з міжнародного співробітництва, закордонних справа і економічних питань.

## Атлантичне співробітництво
Нідерландська політика безпеки базується, насамперед, на членстві в НАТО, співзасновником якого були Нідерланди в 1949 році. Уряд Нідерландів не лише вважає можливим розташування ядерної зброї в країні Volkel_Air_Base#Possible_nuclear_weapons, але й вважає необхідним її розміщення.
Нідерландці здійснюють оборонне співробітництво в межах Європиː 1) на багатосторонній основі — у контексті Західноєвропейського Союзу і Європейської безпекової та оборонної політики ЄС; 2) на двосторонній основі (Німецько-Нідерландський корпус). Останні роки нідерландці роблять значний внесок у зусилля ООН з підтримання миру в на планеті, зокрема у силах стабілізації в Боснії і Герцеговині (СФОР).

## Європейська інтеграція
Нідерландці були і є прихильниками європейської інтеграції, відіграли важливу роль в політичній та валютній інтеграції. Країна була однією з перших, яка розпочала європейську інтеграцію, як член Бенілюксу в 1944 р. і Європейського об'єднання вугілля і сталі в 1952 році. Післявоєнний Митний союз Нідерландів з Бельгією і Люксембургом (група Бенілюкс) проклав шлях для формування Європейського співтовариства (попередник ЄС), в якому Нідерланди були членом-засновником. Скасування контролю на внутрішніх кордонах Бенілюксу було зразком для ширшої Шенгенської угоди. Окремі аспекти їх іноземних, економічних і торгових стратегій координуються через Європейський Союз (ЄС). Нідерланди разом з іншими 28 європейськими учасниками зобов'язалися підтримувати спільну візову політику і вільне пересування людей через спільні кордони.
Нідерландці стояли біля витоків Маастрихтського договору 1992 р і були архітекторами Амстердамського договору, укладеного в 1998 р. До 2003 р., нідерландець Вім Дуйзенберг очолював Європейський центральний банк. Крім того, нідерландський міністр фінансів Герріт Залм був головним критиком порушень Пакту стабільності і зростання Францією та Німеччиною в 2004 році і 2005 рр.

## Розвитоктретього світу
Нідерланди належать до провідних донорів офіційної допомоги з метою розвитку (ОДР) на Землі, надавши майже $ 8 млрд (бл. 0,8 % власного валового національного доходу (ВНД)). Це одна з п'яти держав планети, яка сплачує давню ОПР в Організації Об'єднаних Націй, яка становить 0,7 % ОПР/ВНД. Ця держава послідовно сприяє передачі допомоги через багатосторонні механізми, зокрема Програму розвитку ООН, міжнародні фінансові інститути і програми ЄС. Більшість коштів нідерландської допомоги надходять через приватні організації («співфінансування»), майже повністю автономні у виборі проектів.
Нідерланди є членом Європейського банку реконструкції та розвитку, сприяє економічним реформам в Центральній Європі. Вони рішуче підтримують мирний процес на Близькому Сході і в 1998 р. виділили 29 млн $ для внесків для окупованих Ізраїлем територій в рамках скоординованої міжнародної донорської діяльності, а також у безпосередній співпраці з владою Палестинської Автономії. Ці проекти включають в себе покращення місцевих екологічних умов і підтримка багатосторонніх програм (у співпраці з місцевими неурядовими організаціями). У 1998 р. Нідерланди зробили значний внесок у допомогу населенню територій колишньої Югославії та Африки. Нідерландці постійно надають допомогу постраждалим від стихійних лих, таких як ураган Мітч в Центральній Америці, цунамі в Південно-Східній Азії 2004 р., катастрофи в Пакистані і Бірмі.

## Експортна безоплатна допомога
Країни з економіками, що розвиваються, прагнуть придбати іноземні товари і послуги для інвестицій, а також, портові споруди, дороги, громадський транспорт, охорона здоров'я, або питне водопостачання, можуть мати право на надання спеціального нідерландського гранту. Грант, відомий як ORET (Ontwikkelingsrelevante Exporttransactie — Програма пов'язана з розвитком експортних операцій) служить для присудження грантів урядам держав для здійснення платежів іноземним постачальникам.

## Позиція щодо міжнародного права
Багатовікова традиція юридичної освіти зробила можливим розташування в Нідерландах Міжнародного Суду; ірансько-американського трибуналу; Міжнародного кримінального трибуналу по колишній Югославії; Міжнародного кримінального трибуналу по Руанді; Міжнародного кримінального суду. Крім того, у ній розташовані офіси Європейської організації поліції (Європол); Організації із заборони хімічної зброї. Нідерланди засідають у Міжнародному Суді Юстиції.

## Участь в міжнародних організаціях
Як «мала» держава Нідерланди, як правило, прагнуть досягати свої зовнішньополітичні інтереси через багатосторонні організації. Вони є активним і відповідальним учасником системи ООН, інших міжнародних урядових організацій, таких як Організація з безпеки і співробітництва в Європі, Організації економічного співробітництва і розвитку (ОЕСР), Світова організація торгівлі (СОТ), і Міжнародний валютний фонд.
Нідерланди є одним із членів-засновників Європейського Союзу. Будучи невеликою країною з історією нейтралітету, Нідерланди були приймаючою країною при підписанні Маастрихтського і Амстердамського договорів.

## Стосунки колишніми колоніями
Карибські острови Аруба, Кюрасао, Сінт-Мартен, Бонайре, Сінт-Естатіус і Саба є залежними від Нідерландів. Ці острови відомі як Карибські Нідерланди. Останні три острови є частиною власне Нідерландів. Суринам та Індонезія стали незалежними від Нідерландів в період деколонізації: Суринам в 1975 р. і Індонезія в 1945 р.

## Двосторонні стосунки з державами Європи

### Албанія
Дипломатичні відносини з Нідерландами встановлено 1970 р.
- Албанія має посольство в Гаазі.
- Нідерланди мають посольство в Тирані.

### Вірменія
Дипломатичні відносини з Нідерландами розпочались з 30 січня 1992 р.
- Вірменія має посольство в Амстердамі і два почесні консульства (у Гільверсумі в Гаазі)[3].
- Нідерланди мають посольство в Єревані і почесне консульство в Гюмрі.
- Бл. 20000 чоловік вірменського походження проживають в Амстердамі і 10000 в Алкмарі.
- Нідерланди є однією з держав, які визнали Геноцид вірмен[4].
- Бл. 15000 нідерландців проживають у Вірменії.
- МЗС Нідерландів про двосторонні стосунки (виключно голландською мовою)
- Обидві країни є повноправними членами Ради Європи.

### Австрія
- Австрія має посольство в Гаазі і два консульства (почесні в Амстердамі та Роттердамі)[5].
- Нідерланди мають посольство у Відні і шість почесних консульств (у містах Блюденц, Інсбрук, Грац, Клагенфурт, Зальцбург і Лінц)[6].
- Перелік двосторонніх угод на сайті МЗС Австрійської Республіки (виключно німецькою мовою)
- Обидві країни є повноправними членами Європейського Союзу.

### Білорусь
Дипломатичні відносини з Нідерландами розпочались з 1994 р.
- Білорусь має почесне консульство в Гаазі.
- Нідерланди представлені в Білорусі через посольство у Польща за сумісництвом (Варшава) і консульство в Мінську.
- Обидві країни є повноправними членами Організації з безпеки і співробітництва в Європі.

### Бельгія
Відносини були встановлені після проголошення незалежності обох держав. Обидві сторони є союзниками, уряди співпрацюють, мають культурну подібність. Бельгія має посольство в Гаазі, а Нідерланди — посольство в Брюсселі. Обидві країни є членами Європейського Союзу і НАТО.

### Болгарія
- Болгарія має посольство в Гаазі.
- Нідерланди має посольство в Софії.
- Обидві країни є повноправними членами НАТО і Європейського Союзу.

### Данія
- Обидві держави мали дипломатичні відносини з 16-го ст. Дипломатичні відносини з Нідерландами розпочались з 1645 р.
- Данія має посольство в Гаазі.
- Нідерланди мають посольство в Копенгагені і вісім почесних консульств (Ольборг, Орхус, Есбьерг, Фредеріція, Нуук, Оденсе, Рьонне, і Торсхавн).
- Обидві країни є повноправними членами НАТО і Європейського Союзу.

### Угорщина
- Нідерланди мають посольство в Будапешті і почесне консульство в місті Печ.
- Угорщина має посольство в Гаазі і шість почесних консульств (в Амстердамі, Арнем, Аерденхаут, Вінсум, Хертогенбоса і Кюрасао).

### Молдова
Відносини з Нідерландами розпочались з 10 липня 1992 р.
- Молдова має посольство в Гаазі, почесне консульство в Амстердамі.
- Нідерланди представлені в Молдові через посольство в Румунії (Бухарест) і консульство в Кишиневі.

### Румунія
Відносини з Нідерландами розпочались 13 лютого 1880 р.
- Нідерланди мають посольство в Бухаресті і почесне консульство в Тімішоарі.
- Румунія має посольство в Гаазі і три почесних консульства (в Амстердамі, Лейдсендамі і Сінт-Мічелсгестелі).
- Обидві країни є повноправними членами НАТО і Європейського Союзу.

### Росія
- Петро I навчався в Голландії.
- Під час холодної війни, всі послідовники уряду Нідерландів сприймали Варшавський пакт, в тому числі СРСР, як загрозу безпеці.
- Росія має посольство в Гаазі.
- Нідерланди мають посольство в Москві, консульство в Санкт-Петербурзі, і почесне консульство в Південно-Сахалінську.

### Сербія
Відносини з Нідерландами розпочались 26 квітня 1899 р.
- Нідерланди мають посольство в Белграді.
- Сербія має посольство в Гаазі.
- Бл. 10000-15000 осіб сербського походження проживають в Нідерландах.

### Словаччина
Відносини з Нідерландами розпочались 1 січня 1993 р.
- Нідерланди мають посольство в Братиславі [19].
- Словаччина має посольство в Гаазі.
- Обидві країни є повноправними членами НАТО і Європейського Союзу.

### Словенія
Відносини з Нідерландами розпочались 25 червня 1991 р.
- Нідерланди мають посольство в Любляні.
- Словенія має посольство в Гаазі.
- Обидві країни є повноправними членами НАТО і Європейського Союзу.

### Туреччина
Відносини з Нідерландами розпочались з 1612 р.
- Нідерланди мають посольство в Анкарі.
- Туреччина має посольство в Гаазі [23].
- Обидві країни є повноправними членами НАТО і Ради Європи. Нідерланди є членом Європейського союзу, тоді як Туреччина — кандидатом на вступ до нього.

### Україна
Відносини з Нідерландами розпочались з 1992 р.
- Нідерланди мають посольство в Києві і консульство у Львові.
- Україна має посольство в Гаазі.

### Сполучене Королівство Великої Британії
Нідерландсько-британські відносини:
- Нідерланди мають посольство в Лондоні.
- Велика Британія має посольство в Гаазі та консульство в Амстердамі. У Великій Британії також є консульство в Віллемстад, Кюрасао.